# Enköpings museum

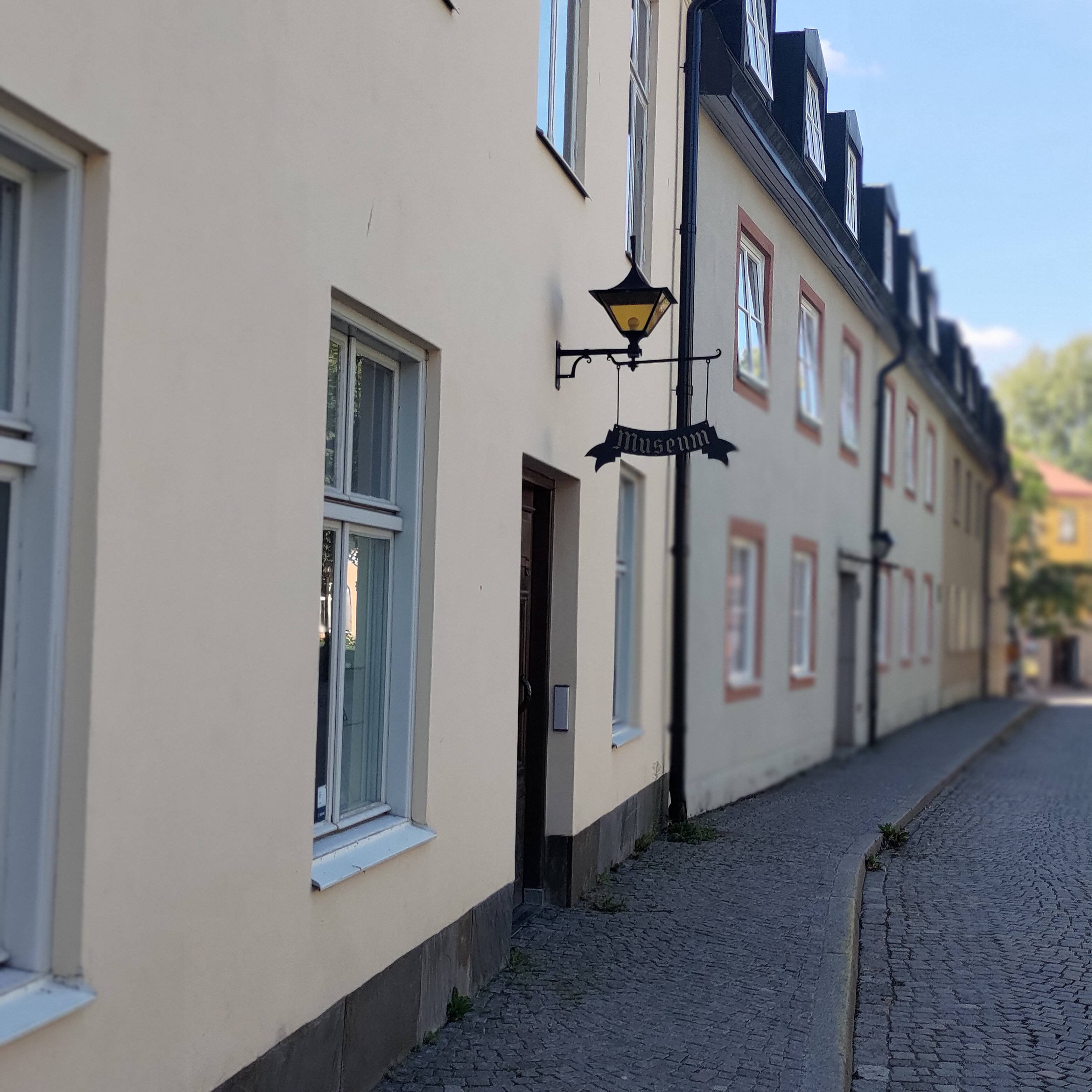
Enköpings museum.

Enköpings museum är ett museum som drivs av Enköpings kommun och beskriver kommunens kulturhistoria från stenåldern och framåt. Museet invigdes 1987.